# Západočeské muzeum v Plzni
Západočeské muzeum v Plzni patří rozsahem historických, uměleckoprůmyslových i přírodovědných sbírek k největším muzejním ústavům v České republice. Zároveň je střediskem vědecké práce v řadě vědních oborů. Hlavní budova muzea se nachází v Kopeckého sadech 2 v Plzni.
V současné době muzeum tvoří tyto objekty: Hlavní budova, Národopisné muzeum Plzeňska, Muzeum loutek v Plzni, Muzeum církevního umění plzeňské diecéze, Muzeum Dr. Bohuslava Horáka v Rokycanech a Vodní hamr Dobřív.

## Historie budovy
V roce 1888 rozhodlo zastupitelstvo Plzně o stavbě nové budovy pro muzeum. Vypracování návrhu a projektu muzea bylo zadáno architektu Josefu Škorpilovi. V roce 1895 byly dokončeny projektové práce a začala samotná stavba novorenesanční budovy muzea. Hrubá stavba byla dokončena v roce 1898 plzeňskou firmou Eduard Kroh, ostatní stavební práce byly hotovy v roce 1899. Na výzdobě fasády i interiérů budovy se podíleli tehdejší přední umělci. Podle návrhů sochaře Celdy Kloučka byla provedena plastická výzdoba fasády i štuková výzdoba sálů. Lunety v jubilejním sále zhotovil malíř Augustin Němejc a rozsáhlý reliéf Dívčí válka na hlavním schodišti je od sochaře Vojtěcha Šaffa. V 90. letech 20. století probíhala celková rekonstrukce budovy včetně kompletní výměny krovů, budova muzea byla znovu otevřena veřejnosti v listopadu 1998.

## Odborná oddělení muzea
- Oddělení prehistorie
- Oddělení starších dějin
- Oddělení novějších dějin

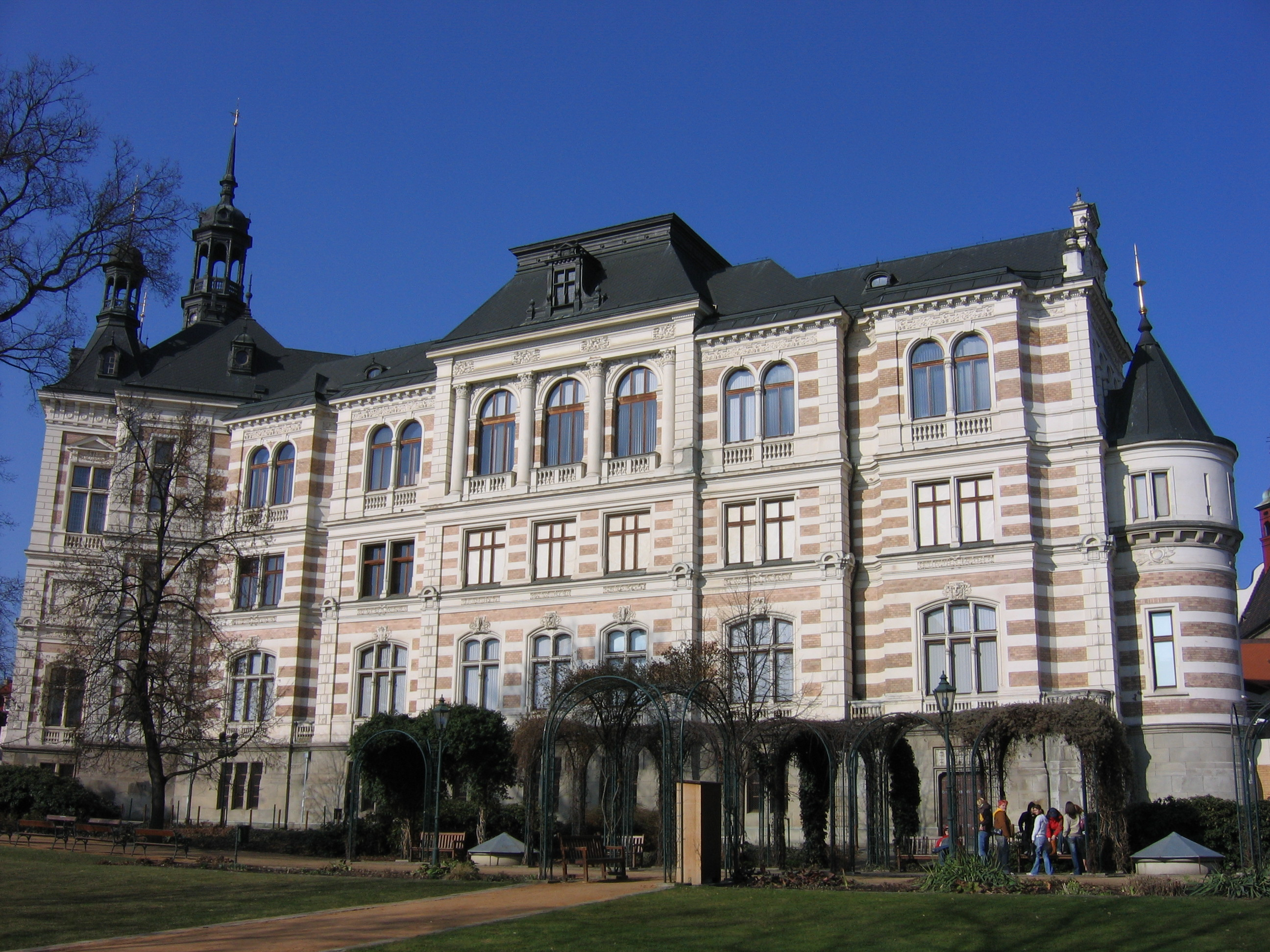
Jedno z křídel budovy Západočeského muzea v Plzni

- Oddělení záchranných archeologických výzkumů
- Uměleckoprůmyslové oddělení
- Národopisné oddělení
- Centrum paleobiodiversity
- Botanické oddělení
- Zoologické oddělení
- Knihovna
- Oddělení historie a společenských věd (Rokycany)
- Oddělení knihovny a informací (Rokycany)
- Oddělení přírodních věd (Rokycany)

## Stálé expozice
- Plzeňská městská zbrojnice (Hlavní budova)
- Pohledy do minulosti Plzeňského kraje – Archeologie (Hlavní budova)
- Pohledy do minulosti Plzeňského kraje – Historie (Hlavní budova)
- Umělecké řemeslo / Užité umění (Hlavní budova)
- Jak se žilo na Plzeňsku (Národopisné muzeum Plzeňska)
- Po stopách víry františkánským klášterem (Muzeum církevního umění plzeňské diecéze)
- Příběh na niti (Muzeum loutek v Plzni)
- Expozice v Muzeu Dr. Bohuslava Horáka v Rokycanech
- NKP Vodní hamr Dobřív
- Pamětní síň Jindřicha Mošny